# Carl-August Fleischhauer
Carl-August Fleischhauer (Düsseldorf, 9 december 1930 - Bonn, 4 september 2005) was een Duits rechtsgeleerde, diplomaat en rechter. Sinds 1962 werkte hij in verschillende functies voor het Ministerie van Buitenlandse Zaken, tot hij in 1983 werd benoemd als vicesecretaris-generaal voor juridische zaken van de Verenigde Naties. Van 1994 tot 2003 was hij rechter voor het Internationale Gerechtshof.

## Levensloop
Fleischhauer studeerde rechten aan de universiteiten van Heidelberg, Grenoble, Parijs en - met een studiebeurs uit het Fulbright-programma - Chicago. Uiteindelijk slaagde hij in 1954 in Heidelberg voor zijn eerste en zes jaar later in Stuttgart voor zijn tweede juridische staatsexamen, waarna hij aansluitend als beoordelaar werkte op het Max-Planck-Instituut voor Buitenlands Publiekrecht en Volkenrecht. In 1961 behaalde hij uiteindelijk zijn doctorsgraad met een werk over staatsrecht. Later, van 1975 tot 2002, was hij lid van het curatorium van dit instituut.
In 1962 begon hij zijn loopbaan in dienst van het Ministerie van Buitenlandse Zaken. In diplomatieke dienst werkte hij van 1962 tot 1963 in Iran en van 1969 tot 1971 in Uruguay. Vanaf 1972 leidde hij de afdeling voor internationaal recht van het ministerie en van 1976 tot 1983 de gehele juridische afdeling. Daarnaast vertegenwoordigde hij Duitsland tijdens verschillende internationale conferenties, zoals in 1968 en 1969 tijdens de onderhandelingen over het Weense verdrag inzake het verdragenrecht, in 1974 en 1975 tijdens de Conferentie over Veiligheid en Samenwerking in Europa, van 1974 tot 1977 tijdens de onderhandelingen over aanvullende protocollen op de Geneefse Conventies en van 1974 tot 1982 tijdens de onderhandelingen die leidden tot het VN-zeerechtverdrag.
Aansluitend was hij van 1983 tot 1994 vicesecretaris-generaal van het Office of Legal Affairs van de Verenigde Naties. In deze tijd leverde hij een wezenlijk aandeel in de uitwerking van mandaten en andere raamdocumenten van verschillende missies van de VN-vredestroepen, alsook voor de missies van de ONUCA in El Salvador, de UNTAG in Namibië, de ONUMOZ in Mozambique en de UNTAC in Cambodja. Verder werd het Joegoslavië-tribunaal gebaseerd op een rapport dat onder zijn leiding tot stand kwam.
In de periode van 1994 tot 2003 diende Fleischhauer als rechter van het Internationale Gerechtshof in Den Haag. Tijdens zijn termijn was hij betrokken bij 35 vonnissen en andere beslissingen. Na afloop van zijn termijn diende hij nog een keer als ad-hocrechter voor het Gerechtshof in een klacht van Liechtenstein over Duitsland. Fleischhauer is drager van het Kruis van Verdienste 1e klas in de Orde van Verdienste van de Bondsrepubliek Duitsland.
oldid=116313965
- Gemeinsame Normdatei: 105867667
- International Standard Name Identifier: 0000 0000 4557 0040
- Library of Congress Control Number: no2003022908
- Nationale Bibliotheek van Israël: 987007283537105171
- Nederlandse Thesaurus van Auteursnamen: 116916664
- Virtual International Authority File: 15244747
- WorldCat: E39PBJtMrQ9gxvHQPfpRpj3vpP